# Bayerisch Eisenstein
Bayerisch Eisenstein település Németországban, azon belül Bajorországban. Lakosainak száma 986 fő (2023. december 31.). Bayerisch Eisenstein Lindberg, Zwiesel, Bodenmais, Lohberg és Železná Ruda községekkel határos.

## Népesség
| Lakosok száma | 601  | 2182 | 1220 | 1413 | 993  | 1009 | 1001 | 1025 | 1018 | 986  |
|               | 1875 | 1950 | 1975 | 1987 | 2012 | 2014 | 2016 | 2017 | 2021 | 2023 |